# Хрящ-молочник справжній
Хрящ-молочник справжній (Lactarius resimus (Fr.) Fr.) — їстівний гриб з родини сироїжкових (Russulaceae).
Шапка 5-12(20) см у діаметрі, товстощільном'ясиста, увігнуторозпростерта або лійкоподібна, молочно-біла, брудно-біла, з часом брудно-жовтувата, іноді з невиразними світлішими концентричними зонами, при зволоженні клейка, при підсиханні блищить, при натискуванні рудіє. Пластинки кольору шапки. Спори 7-9 Х 5,5-7 мкм, із сітчастою орнаментацією. Ніжка 2-7 Х 1-5 см, з порожниною, кольору шапки, біля основи іноді рудувата, гола, суха. М'якуш крихкий, білий, з дуже приємним запахом, гострий на смак. Молочний сік білий, на повітрі стає сірчано-жовтим, їдким.
В Україні поширений у Західному Поліссі. Росте у березових та мішаних (під березою) лісах, групами; у липні — вересні. Дуже добрий їстівний гриб. Використовують його свіжим, про запас засолюють.